# Dolichognatha junlitjri
Espèce
Synonymes
- Prolochus junlitjri Thorell, 1895

Dolichognatha junlitjri est une espèce d'araignées aranéomorphes de la famille des Tetragnathidae.

## Distribution
Cette espèce est endémique de Luçon aux Philippines,. Elle se rencontre sur le mont Makiling.

## Publication originale
- Barrion-Dupo & Barrion, 2014 : First record of genus Prolochus Thorell, 1895 (Araneae: Tetragnathidae) from the Philippines, with description of a new species from Mt. Makiling Forest Reserve, Laguna. Philippine Entomologist, vol. 28, no 2, p. 194-201.